# Trương Bân Bân
Trương Bân Bân, Giản thể: 张彬彬, Phồn thể: 張彬彬, bính âm: /zhāngbīnbīn/, tên tiếng Anh: Vin, sinh ngày 19 tháng 1 năm 1993, là một nam diễn viên Trung Quốc.

## Tiểu sử
Trương Bân Bân sinh ngày 19 tháng 1 năm 1993 tại Vô Tích, Giang Tô, Trung Quốc. Từ nhỏ anh đã yêu thích ca hát và diễn xuất, với sự khích lệ của bố mẹ, anh đã thi vào Học viện Hý Kịch Thượng Hải với thành tích đứng đầu khu vực thi Thượng Hải.
Năm 2009, anh tham gia chương trình 绝对唱响 (tạm dịch: Giọng hát tuyệt đối) của đài Giang Tô, anh đã lọt vào vòng chung kết nhưng phải dừng chân tại top 10.
Năm 2012, anh tham gia thử vai cho bộ phim Tình yêu thời Weibo và được chọn, chính thức bước vào con đường theo đuổi sự nghiệp diễn xuất. Cùng năm đó anh đã ký hợp đồng với công ty Truyền Thông Gia Hành.

## Sự nghiệp
Năm 2014, Trương Bân Bân chính thức ra mắt với vai Hàn Định Nhất trong bộ phim Tình yêu thời Weibo. Năm 2015, anh nhận được vai nam chính đầu tiên trong bộ phim Năm tháng vội vã - Đã lâu không gặp.
Năm 2016, Trương Bân Bân đóng vai Nạp Lan Dung Nhược trong bộ phim Tịch mịch không đình xuân dục vãn cùng Lưu Khải Uy và Trịnh Sảng, màn thể hiện của anh trong phim cũng được đánh giá cao. Cùng năm đó, anh gặt hái được thành công với vai diễn KO, chàng hacker bí ẩn trong bộ phim Yêu em từ cái nhìn đầu tiên.
Năm 2017, Trương Bân Bân thủ vai Lâm Nhất Mộc trong bộ phim Lý Huệ Trân xinh đẹp, được chuyển thể từ bộ phim Cô nàng xinh đẹp của Hàn Quốc. Tiếp đến, anh còn góp mặt trong bộ Tam sinh tam thế thập lý đào hoa và đóng vai Dực vương Ly Kính. Ngoài ra, trong năm 2017 anh cũng đảm nhận vai Doanh Chính trong bộ phim cổ trang Tần thời lệ nhân minh nguyệt tâm, đóng cùng Địch Lệ Nhiệt Ba. Sự thể hiện của anh trong loạt vai diễn ấn tượng nhận được khen ngợi từ cả truyền thông lẫn khán giả.
Năm 2018, Trương Bân Bân diễn vai Chiến Phong trong Liệt hỏa như ca. Năm 2019, anh thủ vai nam chính trong bộ phim Yêu em, là sự sắp đặt tuyệt vời nhất và Tiểu nữ hoa bất khí.
Đầu năm 2021, Trương Bân Bân đóng cặp cùng Dương Mịch trong bộ phim phòng chống gián điệp Bạo phong nhãn, và Cảnh Điềm trong bộ phim ăn khách Tư Đằng. Đến giữa năm, anh đảm nhận vai nam chính Hứa Thành Dật trong bộ phim tình cảm Tôi và chúng ta ở bên nhau, và bắt đầu quay bộ phim Khu rừng nhỏ của hai người cùng Ngu Thư Hân.
Năm 2022, hai bộ phim Khu rừng nhỏ của hai người và Nguyệt Ca Hành chính thức lên sóng.
Năm 2023, bộ phim Tam Phân Dã chính thức lên sóng trên nền tảng Tencent Video & bộ phim Nhân Gian Khói Lửa của tôi trên nền tảng Manogo TV ( vai khách mời )
Hiện tại Trương Bân Bân còn 3 bộ phim chờ chiếu là Dân Quốc Bát Đại Kỳ Án, Thiên Đóa Đào Hoa Nhất Thế Khai và Dư Sinh Hữu Nhai.

## Danh sách phim

### Phim truyền hình
| Năm  | Tên                                  | Tựa tiếng Trung        | Vai                        | Vai       | Bạn diễn                                                                    |
| ---- | ------------------------------------ | ---------------------- | -------------------------- | --------- | --------------------------------------------------------------------------- |
| 2014 | Tình yêu thời Weibo                  | 微时代                 | Hàn Định Nhất              | Vai phụ   | Địch Lệ Nhiệt Ba, Dương Mịch                                                |
| 2014 | Bước ngoặt tình yêu hình M           | 爱的M型转弯            | Tiểu Giang                 | Vai phụ   |                                                                             |
| 2015 | Năm tháng vội vã - Đã lâu không gặp  | 匆匆那年：好久不见     | Kiều Nhiên                 | Vai chính |                                                                             |
| 2016 | Tịch mịch không đình xuân dục vãn    | 寂寞空庭春欲晚         | Nạp Lan Dung Nhược         | Vai phụ   | Trịnh Sảng, Lưu Khải Uy                                                     |
| 2016 | Thành phố câu chuyện kỳ quái         | 都市妖奇谈             | Lưu Địa                    | Vai chính |                                                                             |
| 2016 | Đôi cánh vô hình                     | 隐形的翅膀             | Đoàn Cương                 | Vai phụ   |                                                                             |
| 2016 | Yêu em từ cái nhìn đầu tiên          | 微微一笑很倾城         | KO                         | Vai phụ   | Trịnh Sảng, Dương Dương                                                     |
| 2017 | Lý Huệ Trân xinh đẹp                 | 漂亮的李慧珍           | Lâm Nhất Mộc               | Vai phụ   | Địch Lệ Nhiệt Ba, Thịnh Nhất Luân                                           |
| 2017 | Tam sinh tam thế thập lý đào hoa     | 三生三世十里桃花       | Ly Kính                    | Vai phụ   | Dương Mịch, Triệu Hựu Đình, Địch Lệ Nhiệt Ba, Cao Vỹ Quang                  |
| 2017 | Tần thời lệ nhân minh nguyệt tâm     | 秦时丽人明月心         | Doanh Chính                | Vai chính | Địch Lệ Nhiệt Ba                                                            |
| 2018 | Liệt hỏa như ca                      | 烈火如歌               | Chiến Phong                | Vai phụ   | Địch Lệ Nhiệt Ba                                                            |
| 2019 | Yêu Em, Là Sự Sắp Đặt Tuyệt Vời Nhất | 我爱你，这是最好的安排 | Hạ Vũ Hành                 | Vai chính | Trịnh Hợp Huệ Tử                                                            |
| 2019 | Tiểu Nữ Hoa Bất Khí                  | 小女花不弃             | Liên Y Khách/ Trần Dực     | Vai chính | Lâm Y Thần                                                                  |
| 2021 | Bạo Phong Nhãn                       | 暴风眼                 | Mã Thượng                  | Vai chính | Dương Mịch                                                                  |
| 2021 | Tư Đằng                              | 司藤                   | Tần Phóng                  | Vai chính | Cảnh Điềm                                                                   |
| 2021 | Tôi Và Chúng Ta Ở Bên Nhau           | 我和我们在一起         | Hứa Thành Dật              | Vai chính | Tôn Di                                                                      |
| 2022 | Khu Rừng Nhỏ Của Hai Người           | 两个人的小森林         | Trang Vũ                   | Vai chính | Ngu Thư Hân                                                                 |
| 2022 | Nguyệt Ca Hành                       | 月歌行                 | Lục Ly / Lạc Ca            | Vai chính | Từ Lộ                                                                       |
| 2023 | Tam Phân Dã                          | 三分野                 | Từ Yến Thời                | Vai chính | Ngô Thiến                                                                   |
| 2023 | Khói Lửa Nhân Gian Của Tôi           | 我的人间烟火           | Sách Tuấn (Cameo)          | Cameo     | Dương Dương, Vương Sở Nhiên, Ngụy Đại Huân, Vương Ngạn Lâm, Dương Siêu Việt |
| 2024 | Phòng Phẫu Thuật Trực Tuyến          | 手术直播间             | Trịnh Nhân                 | Vai chính |                                                                             |
| 2024 | Thiên Đóa Đào Hoa Nhất Thế Khai      | 千朵桃花一世开         | Tạ Tuyết Thần / Chiêu Minh | Vai chính | Tôn Trân Ny, Trương Nhã Khâm, Ngô Vũ Hằng, Trần Mục Trì, Vương Tử Tuyền     |
| TBA  | Dân Quốc Bát Đại Kỳ Án               | 民国八大奇案           | La Chính Nghĩa             | Vai chính | Vu Tường                                                                    |
| TBA  | Dư Sinh Hữu Nhai                     | 余生有涯               | Tần Nam                    | Vai chính | Mao Hiểu Đồng                                                               |

## Chương trình tạp kỹ
| Ngày       | Chương trình                            | Tựa tiếng Trung    | Giới thiệu                                                                | Hợp tác                                                                                   | Ghi chú  |
| ---------- | --------------------------------------- | ------------------ | ------------------------------------------------------------------------- | ----------------------------------------------------------------------------------------- | -------- |
| 17/10/2013 | Phái thanh xuân Châu Á                  | 亚洲青春派         | Khách mời trình diễn ca khúc Em là ca khúc trong trái tim tôi             | Lý Khê Nhuế                                                                               | liên kết |
| 04/10/2014 | Bản tin giải trí Trung Quốc             | 中国娱乐报道       | Kế hoạch đặc biệt ngày Quốc Khánh - Năng lượng giải trí mới               |                                                                                           |          |
| 22/12/2014 | Đưa bạn đến gặp người ấy                | 带你去见TA         | Bà chủ Dương và quân đoàn Mịch                                            |                                                                                           |          |
| 09/04/2016 | Happy Camp                              | 快乐大本营         | Tuyên truyền Tịch mịch không đình xuân dục vãn                            | Lưu Khải Uy, Cha Tae Huyn, Lưu Hạo Nhiên                                                  | liên kết |
| 20/01/2017 | Vương bài đối Vương bài                 | 王牌对王牌         | Tuyên truyền Tam sinh tam thế thập lý đào hoa                             | Dương Mịch, Triệu Hựu Đình, Địch Lệ Nhiệt Ba, Cao Vỹ Quang, Vu Mông Lung, Hoàng Mộng Oánh | liên kết |
| 27/12/2018 | Tiến xa hơn nữa! Các anh hùng           | 超越吧！英雄       | Chương trình thực tế thể thao điện tử truyền cảm hứng thể thao quy mô lớn | La Vân Hi, Trịnh Khải                                                                     | liên kết |
| 19/03/2021 | Tiếp chiêu đi! Các tiền bối             | 接招吧！前辈       |                                                                           |                                                                                           | liên kết |
| 10/04/2021 | Happy Camp                              | 快乐大本营         | Tuyên truyền Tư Đằng                                                      | Cảnh Điềm, Đàm Tùng Vận, Chung Hán Lương                                                  | liên kết |
| 04/05/2021 | CCTV Gala Ngày thanh niên               | 央视五四青年节晚会 | Khách mời trình diễn ca khúc Quân lễ                                      | Bạch Kính Đình                                                                            | liên kết |
| 2021       | Thử Thách Cực Hạn - Bảo tàng hành mùa 2 |                    |                                                                           | Tần Hạo, Dương Siêu Việt, Hà Lạc Lạc,....                                                 |          |
| 2022       | Lính Cứu Hỏa Bất Bại                    |                    | Huấn luyện và đời sống lính cứu hỏa - show thực tế                        | Trương Hàn, Ngụy Đại Huân, Tần Tiêu Hiền, Trương Nhan Tề, Trương Gia Nguyên               |          |
|            |                                         |                    |                                                                           |                                                                                           |          |
|            |                                         |                    |                                                                           |                                                                                           |          |
|            |                                         |                    |                                                                           |                                                                                           |          |

## Âm nhạc
| Ngày       | Tựa tiếng Việt             | Tựa tiếng Trung | Ghi chú                                       |
| ---------- | -------------------------- | --------------- | --------------------------------------------- |
| 21/07/2014 | Thiên Thê                  | 天梯            | OST Tình yêu thời Weibo                       |
| 21/07/2014 | Thời đại của chúng ta      | 我们的时代      | OST Tình yêu thời Weibo                       |
| 05/08/2016 | Nhất tiếu khuynh thành     | 一笑倾城        | OST Yêu em từ cái nhìn đầu tiên               |
| 08/01/2021 | Trở về Giang Nam           | 回江南          | Ca khúc chủ đề Tôi và quê hương của tôi Quý 2 |
| 30/01/2021 | Wonderful Surprise         |                 | OST Tư Đằng                                   |
| 13/03/2021 | Không rõ tung tích         | 下落不明        | OST Tư Đằng                                   |
| 30/04/2022 | Màu lam quyết chí tiến lên | 一往无前的蓝    | Ca khúc chủ đề Lính cứu hỏa bất bại           |
| 11/08/2022 | Nếu như biết trước         | 若有先知        | OST Nguyệt Ca Hành                            |
| 09/09/2022 | Hình như đều giống nhau    | 好像都一样      | OST Khu rừng nhỏ của hai người                |
| 15/09/2022 | Tìm được em                | 找到你          | OST Khu rừng nhỏ của hai người                |
| 14/12/2022 | Bán tâm kiếp               | 半心劫          | OST Nguyệt Ca Hành                            |